# 丘文婷
丘文婷（1996年6月24日—），生於中華民國臺中市，中華民國電影製作人、編劇，主要作品為《失序正義》（2022年）。

## 作品列表

### 製片
- 2022年：《失序正義》